# Мазда
„Мазда Мотор Корпорейшън“ (на английски: Mazda Motor Corporation; на японски: マツダ株式会社 Matsuda Kabushiki-gaisha) е японски автомобилен производител, базиран в префектура Хирошима.
През 2015 г. компанията произвежда 1,5 милиона превозни средства за глобалния пазар, повечето от които са произведени в японските заводи на компанията.

## История
Основана е през януари 1920 г. като компания за преработка на корк. Според уебсайта ѝ името ѝ произлиза от това на зороастрийския бог на живота Ахура Мазда, а също така е свързано и с фамилията на основателя Джуджиро Мацуда. През 1931 г. започва да произвежда първите си превозни средства – триколесни камиони. През следващите 25 години тя произвежда около 200 000 от тях. През Втората световна война запасява японската армия с камиони и пушки. Заводът на компанията оцелява атомната бомбардировка над Хирошима, тъй като се оказва защитена от хълм.
През 1960 г. компанията навлиза на пазара с леки автомобили, започвайки да произвежда модели купе. Две години по-късно вече произвежда и седани и комби. През 1964 г. навлиза на пазара в САЩ. С покачването на цените на бензина през 1970-те години продажбите на „Мазда“ падат рязко, тъй като моделът двигател, който компанията използва в колите си, има слаба икономия на гориво.
През 1980-те години компанията се възстановява, подобрява производителността си и се превръща в един от най-големите производители на автомобили в Япония. Роля във възстановяването ѝ изиграва „Форд Мотър Къмпани“. През 1984 г. компанията официално сменя името си от Tōyō Kōgyō Company на Mazda Motor Corporation.